# 웨이 (프로게이머)
웨이(한길), 2002년 6월 29일 ~ )는 대한민국의 리그 오브 레전드 프로게이머이다, 포지션은 서포터이며 아이디는 Way이다. 현재 KT 롤스터에서 활동 중이다.

## 선수 생활
대한민국의 리그 오브 레전드 프로게이머. 現 LCK의 kt 롤스터 소속 서포터.

## 소속팀
| # | 팀명      | 소속 기간    | 소속 리그 | 비고    |
| - | --------- | ------------ | --------- | ------- |
| 1 | KT 롤스터 | 2020.10.07 ~ | LCK       | CL 포함 |